# Ceratium seta
Ceratium seta is een soort in de taxonomische indeling van de Myzozoa, een stam van microscopische parasitaire dieren. Het organisme komt uit het geslacht Ceratium en behoort tot de familie Ceratiaceae. Ceratium seta werd in 1841 ontdekt door Dujardin.